# Dôme des Invalides
Kościół Inwalidów (fr. Le dôme des Invalides) – monumentalny paryski kościół wzniesiony w 1706 roku przez Jules'a Hardouin-Mansarta na polecenie Ludwika XIV. Znajduje się w nim sarkofag z prochami Napoleona Bonaparte.

## Historia

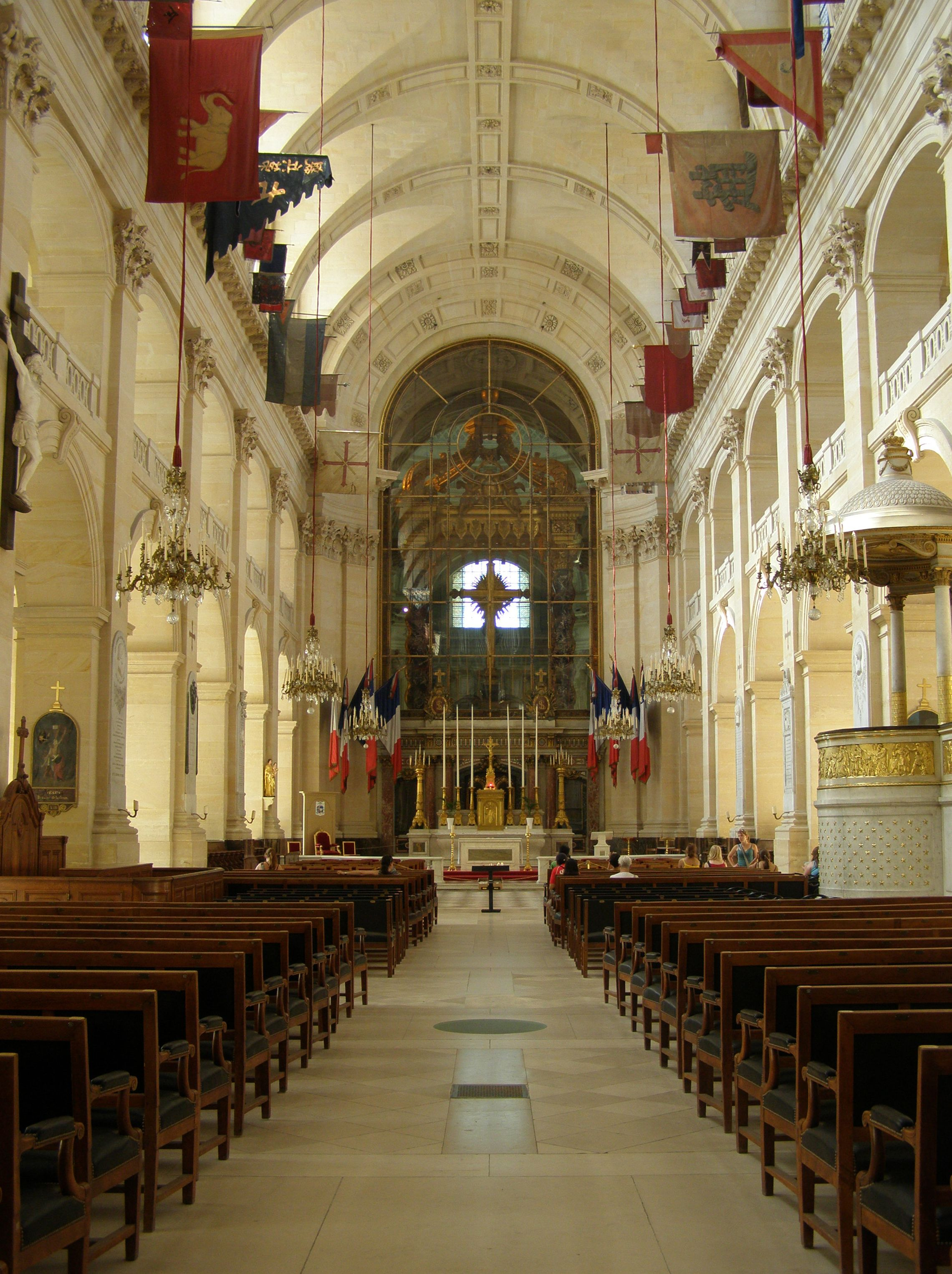
Wnętrze kościoła Saint-Louis-des-Invalides

Budowa została rozpoczęta w 1677. Pierwotnym celem budowli, przeznaczonej do wyłącznego użytku króla, miało być miejsce spoczynku rodziny królewskiej. Tak się jednak nie stało, gdyż zrezygnowano z tych planów po śmierci Ludwika XIV. W 1840 decyzją króla Ludwika Filipa do Paryża sprowadzono szczątki Napoleona Bonaparte z Wyspy Św. Heleny. Ciało zostało zabalsamowane i zamknięte w sześciu trumnach (jedna z cyny, druga z mahoniu, trzecia i czwarta z ołowiu, piąta z hebanu, a ostatnia wyrzeźbiona z fińskiego, czerwonego porfiru), jednak ceremonia pogrzebowa odbyła się dopiero w 1861 (2 kwietnia), gdyż dopiero wtedy krypta i sarkofag były gotowe. Epitafium Napoleona I mówi: „Niech śpi pod tą kopułą, to hełm na głowę giganta”.
Oprócz Napoleona Bonaparte w świątyni pochowani są również marszałkowie: Ferdinand Foch, Sebastian Vauban, Turenne, Louis Lyautey oraz Józef Bonaparte (najstarszy brat Napoleona I), Hieronim Bonaparte (najmłodszy brat) i napoleońscy generałowie Henri Gatien Bertrand i Geraud Duroc. Pod posągiem Napoleona znajdują się zwłoki jego syna Napoleona II, zwanego Orlątkiem (L'Aiglon).
Militarne osiągnięcia Napoleona są przedstawione w postaci Zwycięstw otaczających kryptę, których nazwy są wygrawerowane w marmurowej podłodze – Austerlitz, Jena, Marengo i inne. Jego osiągnięcia dla państwa są wyrzeźbione na niższym reliefie dłuta Simarta, który ozdabiał ściany krypty (Kodeks Napoleona, kodeks handlowy, Rada Stanu, Uniwersytet, scentralizowanie administracji i inne).

## Architektura

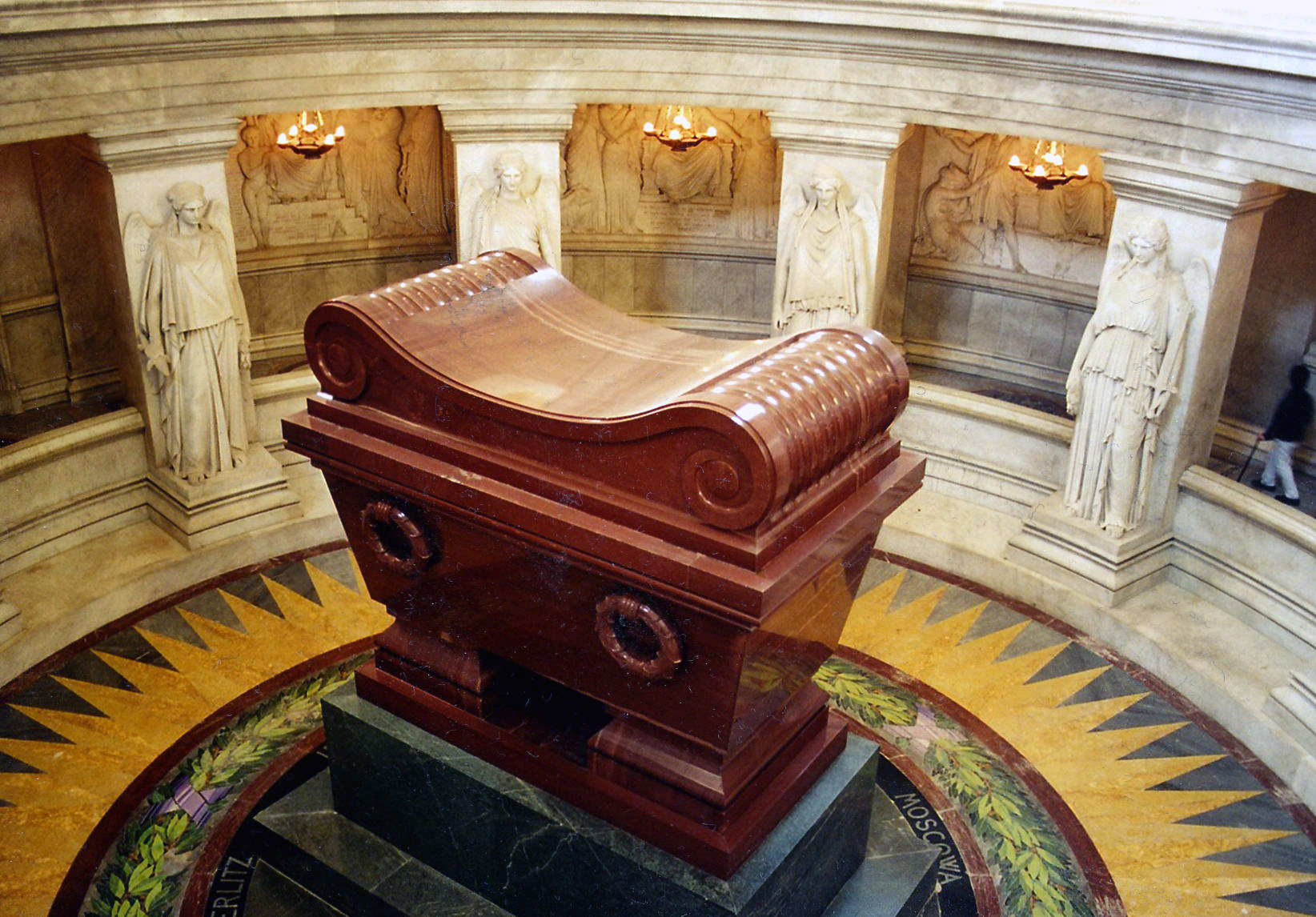
Grób Napoleona

Kościół posiada widoczną z daleka kopułę, pozłoconą po raz pierwszy w 1715, a odnowioną w 1989, do czego użyto 12 kg złota. Wewnątrz pod kopułą znajduje się fresk namalowany przez Charles'a de La Fosse, który także był ostatnio poddany renowacji.
Iglica kościoła wznosi się na wysokość 105,16 metrów.